# Andreas Scharander den yngre
Andreas Scharander den yngre född 27 september 1697 i Sala, död 16 juni 1725 i Falun, var en svensk musiker

## Biografi
Andreas Scharander den yngre föddes som son till organisten Andreas Scarander den äldre och Margareta Falck. Han inskrevs 1716 vid Uppsala universitet med informator. Han torde ha fått grundläggande musikundervisning av fadern eftersom han redan efter ett år blev musikstipendiat (till 1719) under director musices Christian Zellinger, hos vilken fadern tidigare varit gesäll. Han avled efter lång tids sjukdom. Till begravningen midsommardagen i Stora Kopparbergets kyrka författades av D.L. en generalbasvisa till texten "Min blomstrand' ungdoms wåhr, sig nu med wåhren sluter".